# Tumba del Soldado Desconocido (Moscú)

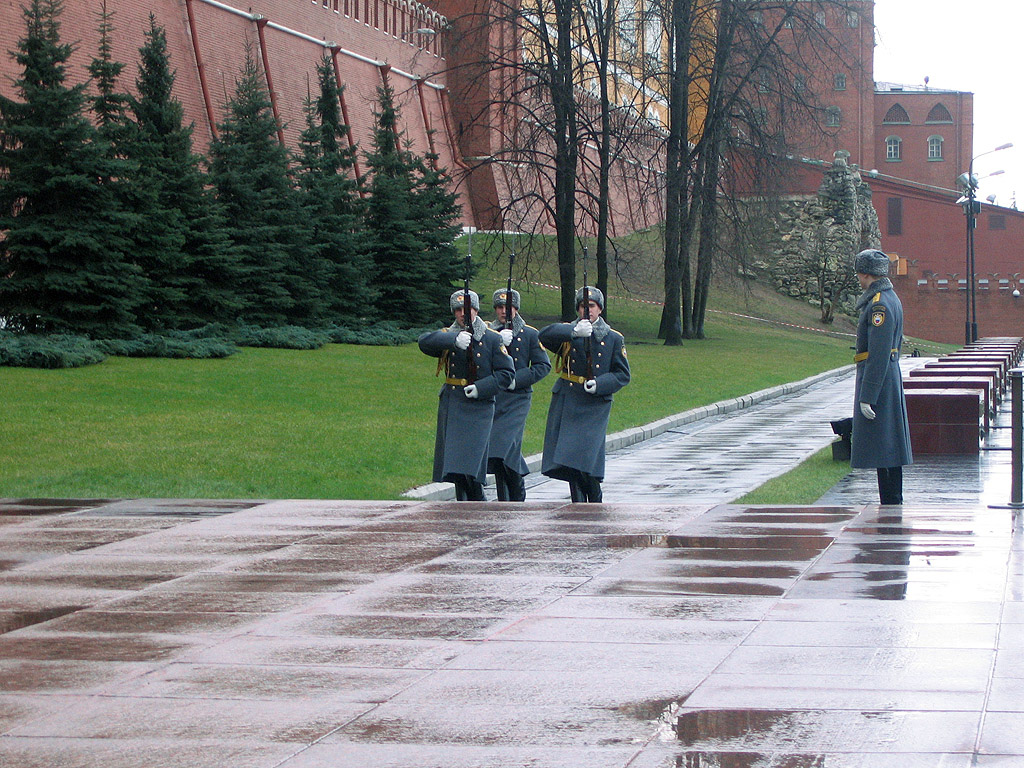
El cambio de guardia.

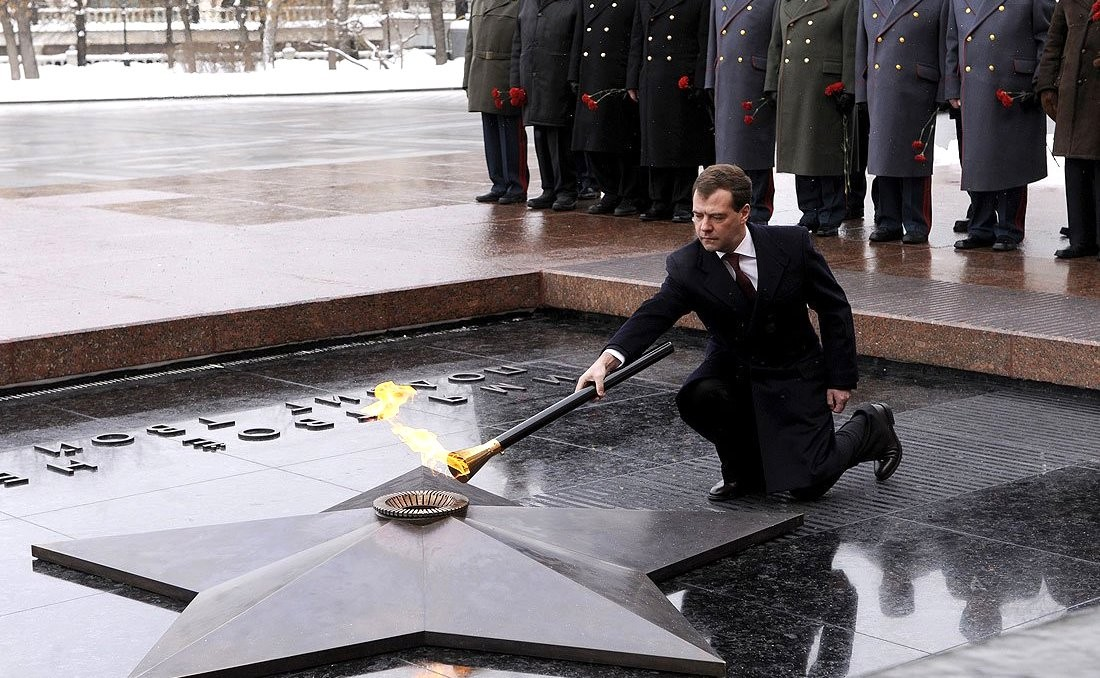
Encendido de la llama eterna.

Tumba del Soldado Desconocido (en ruso: Могила Неизвестного Солдата) es un monumento en el Jardín Alexander frente al muro del Kremlin en Moscú. Está dedicado a los soldados soviéticos caídos en la Gran Guerra Patria.
Fue inaugurado en el año 1966 en conmemoración del 25 aniversario la victoria soviética en la Batalla de Moscú.
En el centro del monumento está la lápida memorial de granito con una estrella de bronce de cinco puntos, en el centro de la cual arde la llama eterna. En la lápida está escrito: "Tu nombre es desconocido, tu hazaña es inmortal." (en ruso: "Имя твоё неизвестно, подвиг твой бессмертен").
La Guardia de Honor se realiza por el regimiento Presidencial. El cambio de guardia se hace cada hora.